# Музейная (станция метро)
«Музе́йная» (укр. Музейна) — строящаяся станция Центрально-Заводской линии Днепровского метрополитена. Будет располагаться на Соборной площади, между строящейся станцией «Центральная» и проектируемой «Южный вокзал», возле Исторического музея и Днепровской политехники. Предполагается, что глубина заложения станции составит 80 метров, что сделает её второй по этому показателю в Европе, однако эти данные не точны, поскольку уже построенные на её территории более глубокие станции находятся в Киевском и Петербургском метрополитенах —  от наибольшей к наименьшей глубины — «Арсенальная» (105,5 м), «Печерская» (около 90 м) и «Адмиралтейская» (86 м).
Другие варианты названия станции: «Исторический музей», «Октябрьская», «Соборная».

## Строительство
Ныне ведётся активное строительство по раскапыванию котлована будущего вестибюля станции, началась установка различный металлоконструкций для укрепления грунта. Ствол 16-бис был пройден полностью, началась проходка правого перегонного тоннеля.

## Планы
Дальнейшее строительство Центрально-Заводской линии от станции «Музейная» до сих пор очень сомнительно. Многие расходятся в мыслях, куда именно стоит вести эту линию. Официальная версия властей — линия должна пройти от станции «Музейная» к станции «Днепр-Лоцманская», который станет пересадочным терминалом для новой системы рельсового автобуса. Рельсовый автобус свяжет пригороды Днепра с его центром, а затем будет выходить на спальный район в юго-восточной части Днепра. Соответственно, никакого строительства станции «Днепр» не предусматривается.
Другая версия — вести дальше линию через станцию «Днепр» на набережной, а затем направить её на юго-восток города, вдоль набережной.
У городского головы, однако, имеется и другой вариант: планируют построить транспортный узел для стыковки станции «Днепр», железной дороги и городского автотранспорта непосредственно возле железнодорожной станции «Остановочный пункт „Проспектная“», в самом начале проспекта Яворницкого, а не на набережной, как это было изначально. Также возможно строительство транспортного узла со станцией «Днепр» с её первоначальным (проектируемом) расположении, но пока что всё это лишь предположения и ясности со строительством станции «Днепр» и её расположении нет.
Третья версия основывается на плане строительства метрополитена, утверждённом в 1986 году. Этот план так же, как и теперешний официальный, не предусматривал выход линии на набережную, но и не существовало проекта со строительством станции «Лоцманская» возле станции «Днепр-Лоцманская». Линия делала резкий поворот на юг, вдоль проспекта Гагарина, через Вузовский микрорайон, с выходом и последующим движением вдоль Запорожского шоссе.
И, наконец, четвёртая версия, которую сейчас шуточно называют утопией, — разветвление проектируемой линии от станции «Музейная» на станцию «Днепр» и на станцию «Южный вокзал» с последующим её слиянием в спальном районе, расположенном вдоль набережной в юго-восточной части города. При этом один из разветвлённых участков линии предполагается сделать с ограниченным движением поездов. Но пока что все эти идеи выглядят весьма туманными перспективами строительства Центрально-Заводской линии.
В 2020 году был открыт тендер на корректировку проекта продления линии до станции «Южный вокзал». Продление ветки метро к массивам «Мандрыковка» и «Победа», через открытие станции у вокзала Днепр-Лоцманский, можно считать официальной ближайшей перспективой развития метроополитена.